# Мерлин (ракетни мотор)
Мерлин је ракетни мотор развијен од стране компаније Спејс екс за употребу на ракетама Фалкон 1 и Фалкон 9. Овај мотор користи РП-1 и течни кисеоник као гориво. Конструисан је тако да се након лансирања може спустити у воду или на копно и након тога поново употребити. Прва верзија на нивоу мора развијала је 654 kN потиска, док је у вакууму то расло на 716 kN. Специфични импулс на нивоу мора износио је 282, док је у вакууму био 311 секунди.
Компанија Спејс екс је током 2015. објавила да ће са уласком у употребу нове верзије ракете Фалкон 9 — Фалкон 9 , и мотори Мерлин бити унапређени. Није било већих преправки у самој конструкцији мотора намењеног првом степену, али је потисак увећан на 845 ; мотор намењен другом степену ракете, односно раду у вакууму, добио је нову, продужену млазницу, уз минимално повећање масе, тако да је са масом од 490 килограма и потиском од 934  постигнут однос потиска и масе од преко 190, што је највише од свих до сада произведених ракетних мотора. Специфични импулс вакуумске верзије увећан је на 345 секунди.